# Markt 12/13 (Coburg)

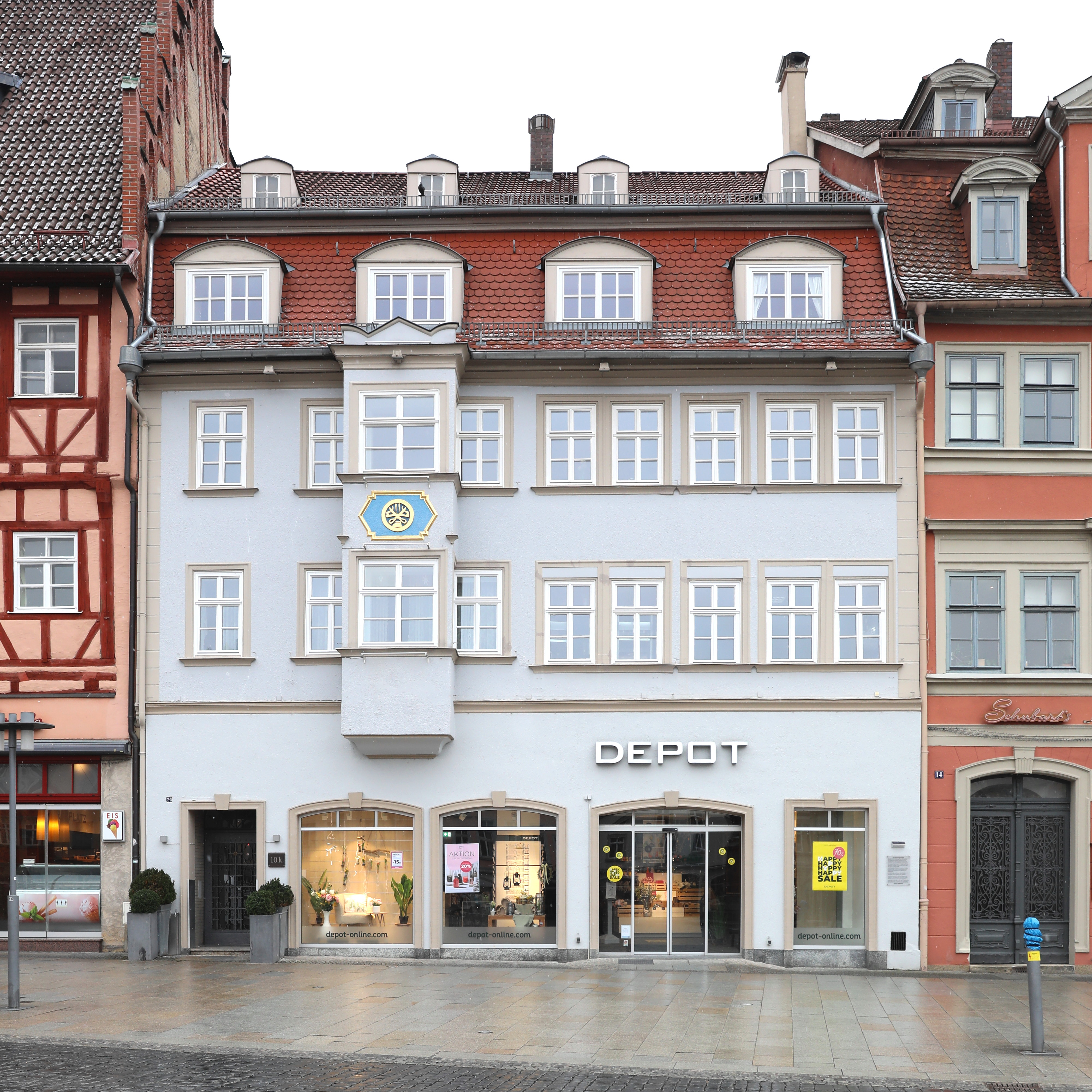
Wohn- und Geschäftshaus Markt 12/13 in Coburg

Das Wohn- und Geschäftshaus Markt 12/13 steht am Marktplatz der oberfränkischen Stadt Coburg. Der denkmalgeschützte, dreigeschossige Satteldachbau besitzt im Rückgebäude eine Kemenate aus der Mitte des 14. Jahrhunderts.

## Geschichte
Das Anwesen geht auf zwei im 19. Jahrhundert vereinigte Häuser zurück, die jeweils 1462 erstmals erwähnt wurden. Die beiden Vorderhäuser wurden wohl Anfang des 16. Jahrhunderts errichtet.
Das linke Haus Nr. 12 wurde 1705 als ein teilweise altes Haus mit drei Stockwerken, zwei Stuben, einem halben Gewölbe, einem halben Keller und zwei Ställen beschrieben. Während das Vorderhaus auf Anfang des 16. Jahrhunderts datiert wird, waren das 1592 abgebrannte Hinterhaus und der Laubengang von Haus Nr. 12 aus dem 17. Jahrhundert.
Das aus dem Anfang des 16. Jahrhunderts stammende rechte Vorderhaus Nr. 13 wurde 1678 als ein altes Haus mit drei Stockwerken, zwei Stuben, einem Gewölbe, einem Keller und einem Stall beschrieben. Im Jahr 1725 erhielt es einen barocken Dachstuhl.
Eine Kemenate als Kern des Rückgebäudes von Haus Nr. 13, kann dem 14. Jahrhundert zugeordnet, ihre Ersterwähnung war 1464. Sie wird zu den ältesten Zeugnissen des Coburger Profanbaus gezählt. Im Jahr 1590 zerstörte ein Brand das Rückhaus. Im 17. Jahrhundert wurde es als Stall genutzt. Im Jahr 1725 folgte eine Aufstockung um das zweite Obergeschoss und ein barockes, giebelständiges Satteldach.
Nachdem der Kaufmann Ludwig Appel im Jahr 1865 das Haus Nr. 13 erworben hatte, das Haus Nr. 12 war schon länger Eigentum seiner Familie, veranlasste er eine Vereinigung der beiden schmalen, tiefen Häuser durch eine Überformung der Fassaden und Angleichung der Dächer. Im Jahr 1924 folgte durch die Bayerische Vereinsbank mit einer Entkernung ein umfassender Umbau des Erdgeschosses. Dabei wurde unter anderem in die Kemenate ein begehbarer Tresor eingebaut. Im Jahr 1965 wurden für ein Bekleidungsgeschäft anstelle der letzten Innenwände Abfangungen und eine Fassade mit großen Schaufenstern eingebaut. Zur Vergrößerung der Ladenfläche folgte 1985 bis 1987 ein Abbruch und Neubau der Hinterhäuser, die Kemenate blieb erhalten und wurde in den Laden integriert.

## Architektur
Das dreigeschossige Traufseithaus bestand im hohen Erdgeschoss ursprünglich aus Sandsteinquadermauerwerk. Seit 1965 ist eine symmetrisch gestaltete Stahlbetonfassade mit segmentbogigen Schaufenstern und Ladentür sowie rechteckigem Schaufenster rechts und rechteckigem Hauseingang links vorhanden. Die Fassade der beiden verputzten Fachwerkobergeschosse zeigt mit der historischen Fensteranordnung die beiden ehemaligen Haushälften. Das linke Haus Nr. 12 besitzt einen zweigeschossigen Kastenerker, als Besonderheit in den Ecken durchfenstert. Die fünf Fenster des rechten Hauses Nr. 13 bilden dagegen eine Gruppe in jeder Etage. Das Mansarddach ist mit vier Segmentbogengauben wieder symmetrisch gestaltet.
Die Kemenate im Erdgeschoss des Rückgebäudes hat einen Grundriss von etwa 9,5 mal 7,5 Meter und eine ursprüngliche Höhe bis zum Gewölbescheitel von 4,5 Meter. Den Raum überspannt ein zweijochiges Kreuzgratgewölbe. Die in Großquaderbauweise errichteten Sandsteinmauern sind 1,2 Meter dick.